# 格奥尔格·冯·特拉普
格奥尔格·路德维希·里特尔·冯·特拉普（德語：Georg Ludwig Ritter von Trapp，1880年4月4日—1947年5月30日），又译盖尔·冯·崔普，奥匈帝国海军上校。今日的奥地利人視之為民族英雄，同时也是著名电影《音乐之声》中的一位原型人物。

## 生平
1880年，出生在达尔马提亚王国的扎达尔（今属克罗地亚），后来这个国家成为奥匈帝国的附庸国。其父奥古斯特·特拉普（August Trapp）是一位海军指挥官，在1876年成为奥地利贵族，因此后代获得“骑士”（Ritter）的头衔。
格奥尔格四岁的时候父亲逝世。1894年，14岁的他像父亲一样加入了奥匈帝国海军，在阜姆（今克罗地亚里耶卡）的一家海军学校学习。四年以后毕业，完成了长达两年的训练旅行，其中一次来到澳大利亚。归来的途中他在一位方济各会修道士的指引下访问了他所有希望访问的基督教圣地。1900年，中国发生义和团暴乱，他以海军少尉的身份，作为八国联军中奥军的指挥官，乘坐玛丽亚·特蕾西亚皇后号装甲巡洋舰（SMS Kaiserin und Königin Maria Theresia），前往中国镇压暴乱。他在战斗中立下大功，获得勇猛勋章。1908年，转为在潜艇U6上服役。
1911年，他与Agatha Whitehead结婚。此女是白头鱼雷（Whitehead torpedo）发明者英国工程师罗伯特·怀海德（Robert Whitehead）的孙女。夫妻两人在普拉居住，取得居民权，并生了七个子女。1914年7月28日第一次世界大战爆发的时候，格奥尔格出任为鱼雷艇54号的舰长。全家放弃普拉的居民权搬到奥地利萨尔茨堡州的滨湖采尔。1915年，转任潜艇U-5的舰长，击沉法国装甲巡洋舰Léon Gambetta和意大利潜艇Nereide。翌年转任U-14舰长。此时至1918年一战结束的时候，他击沉敌商船12艘，获得各国的多枚勋章，被奥地利人视为英雄，还冊封为骑士。
一战以后，奥匈帝国解體，新成立的奧地利喪失临海领土成為內陸國，奧地利海軍不再存在，因而格奥尔格在1919年退役，此后在多瑙河沿岸与人合开了水运公司。1922年妻子因为猩红热逝世。1925年，全家搬到萨尔茨堡郊外住。侬柏格修道院院长将实习修女玛利亚·奥古斯塔·库切拉（即后来的玛利亚·冯·特拉普）送到他家里借住，并帮忙他管理家务。在借住的9个月中，格奥尔格和玛利亚坠入爱河，在1927年6月向玛利亚求婚，后来在11月在侬柏格修道院举行婚礼。两人又生下了3个子女，成为了12人的大家族。
1933年，奥地利受到大萧条的冲击而陷入金融恐慌中。特拉普为了救助亡妻之弟Frank Whitehead与Auguste Caroline Lammer开设的银行而努力，最终银行结业倒闭，特拉普也破产了。此后特拉普意志消沉，玛利亚则放弃了贵族的尊严，把家中空置的房屋出租给神学学生，又去各地演唱来消遣，同时获得收入。天主教萨尔茨堡总教区的主教Franz Wasner精通额我略圣咏，指导特拉普一家兄弟姐妹唱歌和编曲，后来帮忙特拉普家族管理财政。在歌手Lotte Lehmann的介绍下，一家在1935年参加萨尔茨堡音乐节，神父指导的兄弟姐妹和母亲的组合取得优胜。此后合唱团在奥地利有了人气，在欧洲巡回演出，号称“特拉普室内圣歌队”。
1938年，奥地利被纳粹德国吞并。特拉普拒绝在家中悬挂纳粹旗帜，並且不参加纳粹海军部的召集活动。在慕尼黑举办的希特勒诞辰日集会上，特拉普一家得罪了纳粹党徒，後來趁著音乐会的机会乘火车去意大利，再逃亡美国。二战爆发之后迁居纽约。1941年，在佛蒙特州拉莫伊尔县购置农场。1943年，向美国申请公民权。1947年，他得知奥地利战后的贫困状况，成立救援队，开始救援活动。同年因肺癌在美国纽约逝世。一家人在1948年获得美国的公民权。

## 亲属
格奥尔格的姐姐赫德·冯·特拉普（Hede von Trapp）是一位奥地利诗人。他还有一位弟弟魏纳，在1915年的第一次世界大战中阵亡。